# Abella d'Adons
Abella d'Adons es una entidad de población española del municipio de Pont de Suert, perteneciente a la provincia de Lérida, en la comunidad autónoma de Cataluña.

## Historia
Hacia mediados del siglo XIX, el lugar pertenecía al municipio del mismo nombre, que compartía con Adons. Aparece descrito en el primer volumen del Diccionario geográfico-estadístico-histórico de España y sus posesiones de Ultramar de Pascual Madoz, en el epígrafe dedicado al municipio, con las siguientes palabras:

en terreno montuoso cerca del Pirineo, dividido en dos cas. dist. uno de otro 1/4 de hora y separados por un profundo barranco: á la der. de este y al E. se halla el cas. que lleva el nombre de Adons compuesto de 16 casas, y á la izq. sobre una roca el de Abella con solo 5; todos los edificios, mas bien que casas, son miserables chozas de un solo piso; sin embargo, los hab. no sufren enfermedades particulares; ambos están bien ventilados, no obstante que al O. se eleva una sierra muy alta denominada de Adons; cada uno de los cas. tiene su respectiva igl. parr.; la de Adons dedicada á S. Vicente mtr. es la matriz, donde reside el cura cuya vacante provee el diocesano; la de Abella dedicada á Sta. Eulalia es filial, y en ella celebra el parroco la segunda misa en los dias feriados; las dos igl. tienen á sus inmediaciones el respectivo cementerio en parages bien ventilados: en medio del term. hay una capilla dedicada á S. Roque y á la inmediacion de cada uno de los cas. una fuente de agua de buena calidad para el surtido de los hab.
(Madoz, 1845, pp. 84-85)

En la actualidad pertenece al municipio de Pont de Suert. En 2023, esta entidad singular de población tenía empadronada una única habitante.